# Aircraft On Ground
Der Begriff Aircraft On Ground (AOG) bzw. fehlende Lufttüchtigkeit stammt aus der Fliegersprache und beschreibt den Zustand, dass ein Flugzeug aus technischen Gründen nicht flugbereit ist, also am Boden bleiben muss (gilt nur für gewerbliche Flüge und auf Stationen).
Bei Flugzeugen, die aufgrund ihres Wartungsprogramms innerhalb einer Wartungsorganisation defekt stehen, wird die Dringlichkeit Critical A verwendet. Bei Überholungen wird die Dringlichkeit mit Work Stoppage (WSP) gekennzeichnet.
Derartige Vorfälle führen meist zu Verzögerungen und Verspätungen im Flugverkehr, zu Einnahmeausfällen, da die Passagiere nicht befördert werden können, und zu verärgerten und unzufriedenen Kunden.
Bei der Behebung eines derartigen Zwischenfalls geht es dann darum, benötigte Ersatzteile und oft auch ausführendes Personal schnellstmöglich zum defekten Flugzeug zu bringen, um die Reparatur durchführen zu können.
„Aircraft On Ground“ wird im Falle einer reinen Warenlieferung als Kennzeichnung von besonders eilbedürftigen Ersatzteilbestellungen verwendet. Es soll den Lieferanten darauf hinweisen, dass ohne dieses Teil ein Flugverbot droht oder bereits besteht. 
Auch die Versandeinheit wird im Logistikbereich als AOG gekennzeichnet. Dies veranlasst den Spediteur, die schnellste Versandart zu wählen, auch wenn sonst die kostengünstigste Versandart verlangt ist. Es findet keine Vermischung mit anderen Bestellungen desselben Kunden statt. Durch die Mitarbeiter im Transportgewerbe wird diese besonders zügig befördert. Auch werden sämtliche Niederlassungen des beauftragten Transportunternehmens, die an der Abwicklung der Sendungen beteiligt sind, vorab über den Status informiert, was die umgehende Zulieferung des Ersatzteils sicherstellen soll.